# رچیتسا، بلغارستان
رچیتسا (به بلغاری: Rechitsa) روستایی در بلغارستان است که در Ruen واقع شده‌است.